# Fanfare Korps "Eendracht", Nieuwenhagerheide
Fanfare Korps "Eendracht", Nieuwenhagerheide is een fanfareorkest in Nieuwenhagen, nu deel van de gemeente Landgraaf, dat opgericht werd in 1890. De zustervereniging van deze fanfare is Harmonie St. Caecilia Nieuwenhagen uit hetzelfde dorp, deze harmonie werd in 1890 opgericht. Deze verenigingen vierde in 2015 ook samen het 125 - jarig bestaan, dit werd gevierd door een gezamenlijk concert Nieuwenhagen musiceert en de streetparade en taptoe over het dorp Nieuwenhagen en de Hei

## Geschiedenis
Fanfare eendracht Nieuwenhagerheide is ontstaan in 1890 doordat de zustervereniging Harmonie St. Caecilia Nieuwenhagen (destijds nog fanfare) was opgericht op Nieuwenhagen. De mensen van Nieuwenhagerheide wilde ook een muziekkorps en richtte daarom de fanfare eendracht op. Tussen de  fanfare St caecilia nieuwenhagen en fanfare eendracht Nieuwenhagerheide heeft in 1893 op een muziekfeest in Eygelshoven een vechtpartij plaatsgevonden wat 1 lid van St. Caecilia het leven koste. Door dit voorval heeft de toenmalige burgemeester van Nieuwenhagen besloten de twee verenigingen te fuseren tot 1. Dit resulteerde dat in 1896 de fanfare eendracht - st caecilia nieuwenhagen het levenslicht zag. In 1919 zijn beiden verenigingen door de oprichting van de kerken op Nieuwenhagen en Nieuwenhagerheide weer apart gegaan. Anno 2020 zijn het twee mooie en bloeiende verenigingen, zowel de Harmonie St. Caecilia Nieuwenhagen als ook de Fanfare Eendracht Nieuwenhagerheide. De eerste muzikale successen van de fanfare "Eendracht" dateren van 1928 met concoursdeelnamen in 1928 Tilburg (in de derde afdeling een eerste prijs) en Venlo onder leiding van Mathieu Ruyters. Na de Tweede Wereldoorlog werd de fanfare - immer nog onder leiding van Ruyters - in 1952, 1953 en 1954 landskampioen in de superieure afdeling van de Federatie van Katholieke Muziekbonden in Nederland (FKM). Hetzelfde resultaat bewerkstelligde de uit de vereniging voortkomende dirigent Guus Erkens, onder wiens leiding het landskampioenschap van de FKM werd behaald in 1967, 1971 en 1976.
Aan het Wereld Muziek Concours (WMC) te Kerkrade heeft de fanfare in de 1e divisie in 1954, 1958 en 1981 (eerste prijs met onderscheiding) met succes deelgenomen. In 1985 speelde de fanfare op het WMC in de splinternieuwe concertafdeling (1e prijs). In 1989 werd een eerste prijs met lof der jury behaald tijdens het WMC. Muzikaal leider was nu Ger Akkermans. Op het WMC in 1993 behaalde de fanfare onder leiding van Hardy Mertens in de concertafdeling een eerste prijs met onderscheiding.
In 1998 besloot het bestuur in afstemming met de leden van het orkest en dirigent een terugkeer naar de superieure afdeling.
In 1930 en in 1955 ontving de fanfare "Eendracht" voor haar verdiensten voor de amateurblaasmuziek de Zilveren Eremedaille van respectievelijk koningin Wilhelmina en koningin Juliana. Ook werd de fanfare ter gelegenheid van zijn 100-jarig bestaansfeest in 1990 door koningin Beatrix onderscheiden voor zijn verdiensten in de Nederlandse muziekwereld .
Op 30 oktober 2016 nam de fanfare deel aan het concertconcours van de Limburgse Bond van Muziekgezelschappen en won een eerste prijs met lof in de eerste divisie.
De vereniging beschikt anno 2019 over een jeugdfanfare, een blaaskapel "De Rothenbacher Musikanten" en het groot fanfareorkest.

## Dirigenten
- 1927-1965 Mathieu Ruyters
- 1965-1985 Guus Erkens
- ????-???? Ger Akkermans
- 1991-2017 Hardy Mertens (benoemd tot ere-dirigent)
- 2017- tot heden Bart Deckers